# LAN eXtensions for Instrumentation

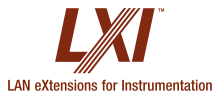
Логотип LXI

LAN eXtensions for Instrumentation (LXI) — коммуникационный стандарт для промышленной сети на базе стандартных сетей Ethernet, разработанный и поддерживаемый некоммерческой организацией LXI Consortium. Предполагается что стандарт призван заменить интерфейс GPIB и более современные попытки стандартизации доступа к измерительным приборам, такие как VXI и PXI.
LXI является торговой маркой LXI Consortium.

## История
Консорциум образован в 2004 году компаниями Agilent Technologies и VTI Instruments. В 2005 году вышла черновая спецификация 1.0. В 2011 году вышла первая рабочая версия спецификации 1.4. В ноябре 2016 года вышла спецификация 1.5.

## Спецификация 1.4
Стандарт открыт и бесплатен. Его можно скачать с сайта организации.

### Сети
Стандарт предусматривает подключение к беспроводным, кабельным или оптическим сетям Ethernet. Для кабельных сетей требуется поддержка Gigabit Ethernet 1000BASE-T. Рекомендуются стандартные Ethernet разъемы RJ45 на 8 контактов или M12 на 4 или 8 контактов.
Стандарт использует в качестве транспорта стек протоколов TCP/IP с обязательным IPv4 и опциональным IPv6. Предлагается три обязательных метода установки IP параметров: DHCP, Auto IP и вручную. Параметры сети по умолчанию устанавливаются кнопкой. Управление устройством осуществляется через WEB интерфейс.
Устройство обязано поддерживать протоколы Multicast DNS и DNS Service Discovery.

### Протоколы
Устройство обязано иметь файл с параметрами устройства в XML формате. Состав тегов и их назначение определяются стандартом (LXI XSD Schema).
Устройство обязано поддерживать протокол VXI-11.
Стандарт не специфицирует конкретного протокола и набора команд для непосредственного управления прибором. Вместо этого стандарт требует четкой реализации API драйверов устройства в соответствии с правилами IVI Foundation. Конкретный протокол управления разработчик прибора может выбрать на свой вкус. Тем не менее в рамках IVI Foundation существует рекомендуемый протокол HiSLIP (англ. High Speed LAN Instrument Protocol), который может быть использован для связи с устройством.

### Системы реального времени
Много внимания стандарт уделяет вопросам работы устройств в системах управления реального времени. Для этого предусмотрены механизмы:
- Синхронизация устройств через Ethernet на базе стандарта IEEE 1588—2008 либо синхронизация прямым кабельным соединением с физическим уровнем LVDS (LXI Device Wired Trigger Bus). Для IEEE 1588 допускается как аппаратная так и программная реализации.
- Для передачи сообщений о событиях предусмотрены специальные сообщения в сети (LXI Event Messages) поверх протоколов UDP (широковещательные) или TCP (адресные). Для них зарезервированы multicast IP адрес 224.0.23.159 и порт сервера 5044. Подробно рассматриваются вопросы временных задержек.

LXI Event Messages делятся на три группы: определяемые стандартом, определяемые разработчиком прибора и определяемые инсталлятором системы (пользователем).

### Драйвера устройств
Стандарт требует соответствия API драйверов устройств спецификациям IVI Foundation. Драйвера устройств должны быть сертифицированы этой организацией. Документация на драйвера должна быть доступна с WEB сервера устройства.

### Прочие требования
Стандарт рекомендует или обязывает выполнять ряд конструктивных требований, например наличие, расположение и маркировка разъемов питания и интерфейсов; выключателей питания и кнопок начальной конфигурации; индикаторов питания, сети, статуса, MAC-адреса; логотипа и других обозначений консорциума.
Также регламентируются варианты питания устройств; соответствие отраслевым стандартам безопасности и электромагнитной совместимости.